# Louis Armstrong Stadium
Il Louis Armstrong Stadium (fino al 1977, Singer Bowl) è il secondo stadio per capacità ed importanza degli US Open, l'ultimo torneo del Grande Slam della stagione tennistica. Si trova presso lo USTA Billie Jean King National Tennis Center a Flushing Meadows, nel distretto newyorkese del Queens.
Lo stadio è intitolato al famoso musicista jazz, che visse nelle vicinanze fino alla sua morte, avvenuta nel 1971.

## Storia
Lo stadio aprì al pubblico nel 1964 per l'esposizione mondiale che quell'anno si tenne a New York (New York World's Fair 1964) e prese inizialmente il nome di "Singer Bowl", dalla sponsorizzazione della Singer Corporation.
Quando nel 1978 il torneo degli US Open venne trasferito da Forest Hills a Flushing Meadows, lo stadio fu fortemente rinnovato per ospitare il torneo, essenzialmente venendo diviso in due nuovi stadi, il "Louis Armstrong" e l'adiacente "Grandstand". Fino 1997, anno dell'apertura dell'Arthur Ashe Stadium, per diciannove edizioni del torneo, rimase il principale stadio d'importanza degli US Open, con una capienza massima di circa 18.000 spettatori; questa venne successivamente ridotta all'attuale numero di circa 10.000 posti a sedere.
Lo stadio attuale fa parte del progetto che prevede il rinnovamento dell'impianto dello USTA Billie Jean King National Tennis Center entro il 2018. È stata pianificata la costruzione di un tetto rettrattile e la capienza massima dello stadio sarà aumentata fino a circa 15.000 posti a sedere.